# Papilio toboroi
Papilio toboroi – motyl z rodziny paziowatych występujący w Papui-Nowej Gwinei oraz na Wyspach Salomona.